# Haemalea delotaria
Haemalea delotaria là một loài bướm đêm trong họ Geometridae.